# Турнеја Британских и Ирских Лавова по Јужноафричкој Републици 2009.
Турнеја Британских и Ирских Лавова по Јужноафричкој Републици 2009. (службени назив: 2009 British and Irish Lions tour to South Africa) је била турнеја острвског рагби дрим тима по Јужноафричкој Републици 2009. Лавови су изгубили од "Спрингбокса" у серији 1-2.

## Тим
Стручни штаб
Главни тренер Сер Ијан Макгикан
Помоћни тренер скрама  Сер Ворен Гатланд
Помоћни тренер напада Роб Хаули
Помоћни тренер одбране Шон Едвардс
Помоћни тренер шутера Нил Џенкинс
Играчи
- Џери Фланери, Ирска
- Рос Форд, Шкотска
- Ли Мерс, Енглеска
- Метју Рис, Велс
- Џон Хејс, Ирска
- Гетин Џенкинс, Велс
- Адам Џоунс, Велс
- Еуан Мари, Шкотска
- Тим Пејн, Енглеска
- Ендру Шеридан, Енглеска
- Фил Викери, Енглеска
- Нејтан Хајнс, Шкотска
- Алан Вин Џонс, Велс
- Донча Окалахан, Ирска
- Пол О'конел, Ирска
- Симон Шов, Енглеска
- Том Крофт, Енглеска
- Стивен Ферис, Ирска
- Рајан Џоунс, Велс
- Алан Квинлан, Ирска
- Дејвид Волас, Ирска
- Мартин Вилијамс, Велс
- Џо Ворзли, Енглеска
- Џејми Хислип, Ирска
- Енди Повел, Велс
- Мајк Блер, Шкотска
- Хери Елис, Енглеска
- Томас Олири, Ирска
- Мајк Филипс, Велс
- Џејмс Хук, Велс
- Стивен Џоунс, Велс
- Ронан О’Гара, Ирска
- Гордон Дарси, Ирска
- Кит Ерлс, Ирска
- Рики Флути, Енглеска
- Брајан О’Дрискол, Ирска
- Џејми Робертс, Велс
- Том Шенклин, Велс
- Томи Боув, Ирска
- Лук Фицџералд, Ирска
- Ли Халфпени, Велс
- Уго Монје, Енглеска
- Шејн Вилијамс, Велс
- Ли Бирн, Велс
- Роб Керниј, Ирска

## Утакмице
Ројал 15 - Лавови 25-37
Голден лајонси - Лавови 10-74
Фри стејт читаси - Лавови 24-26
Шаркс - Лавови 3-39
Вестерн провинс - Лавови 23-26
Садерн кингс - Лавови 8-20
Јужна Африка - Лавови 26-21
Емерџинг спрингбокс - Лавови 13-13
Јужна Африка - Лавови 28-25
Јужна Африка - Лавови 9-28

## Статистика
Рекордна посета
Јужноафричка Република - Лавови 52 511, други тест меч 
Највише поена
- Стивен Џоунс 65

Највише есеја
- Уго Моње 5